# FrostWire
FrostWire（简称FW）是一个基于Gnutella的开源、自由的P2P文件共享软件。它源自LimeWire，所以界面与功能都与LimeWire十分相似，但增加了对BitTorrent的支持。该软件于2004年遵循GNU通用公共许可协议发布，运行于Windows操作系统下。其特点是界面较简洁直观、对用户友好，安装过程也较简单快捷。
1. ↑  . 2024年10月16日  [2025年2月10日].
2. ↑  . 2024年12月26日  [2025年2月10日].